# Монтия
Мо́нтия, или Монция (лат. Móntia), — род травянистых растений семейства Монтиевые (Montiaceae), распространённый в умеренных областях обоих полушарий, а также в горах тропических стран.

## Название
Род назван в честь итальянского ботаника Джузеппе Монти.

## Ботаническое описание

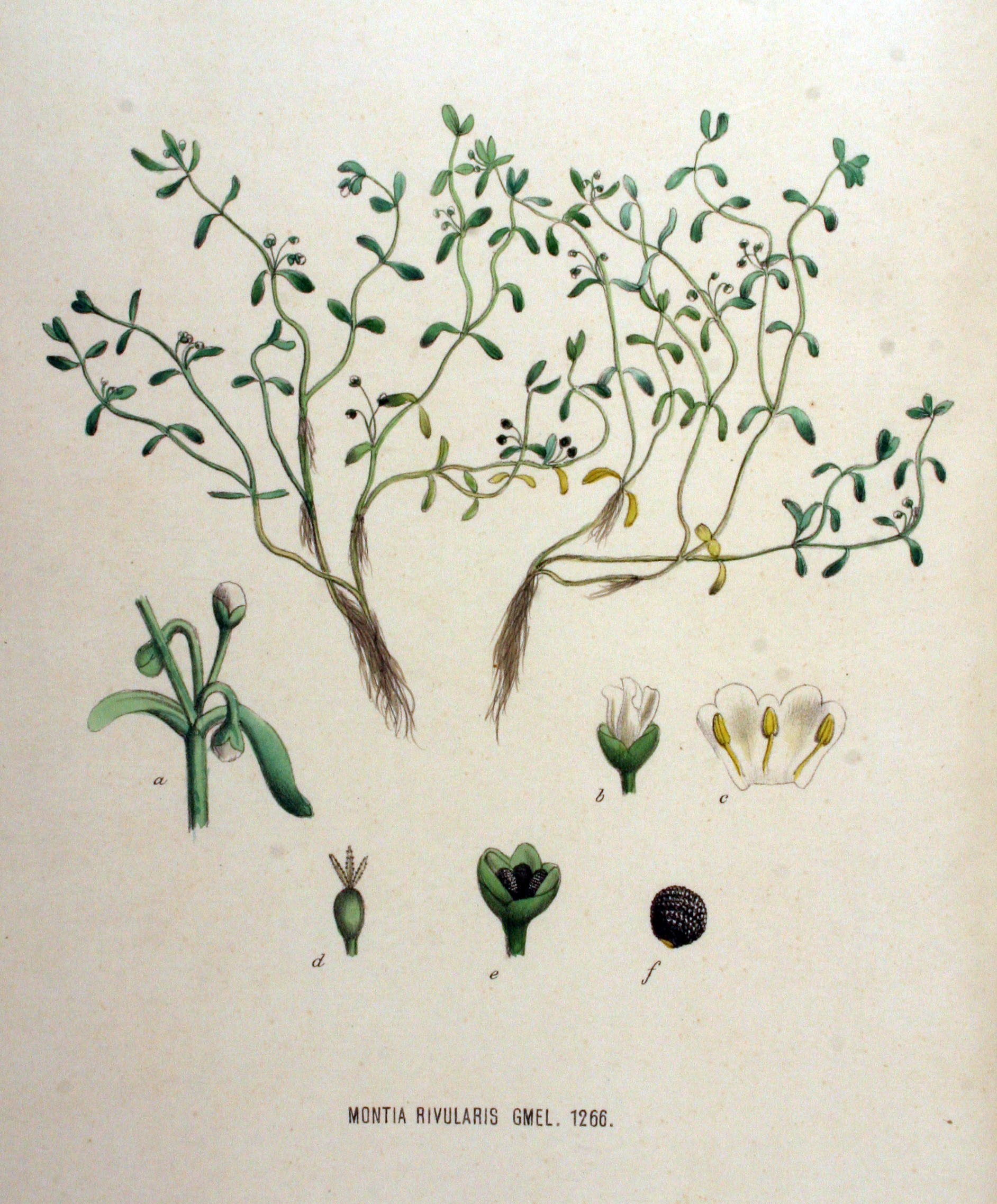
Монтия ключевая (Montia fontana).

Мелкие, однолетние или многолетние травянистые растения. 
Листья супротивные.
Соцветия конечные или кажущиеся боковыми. Цветки белые, мелкие, актиноморфные или слабо зигоморфные. Прицветнички парные, сросшиеся, травянистые, не опадающие, окружают завязь, словно чашечка. Околоцветник сросшийся, воронковидный или короткотрубчатый, раскрытый на одной стороне вдоль; лопастей 5, из которых 2 более крупные и 3 более мелкие. Тычинок 3, прикреплены к основанию более мелких лопастей околоцветника. Завязь верхняя; столбик короткий, трёхраздельный. 
Плод — округлая коробочка, (2) 3-семянная, трёхстворчатая, растрескивающаяся по всей длине скручивающихся створок.

## Значение и применение
Все виды монтий имеют съедобные листья.

## Классификация

### Таксономия
- Montia L., 1753, Sp. Pl. : 87

Род Монтия включается в семейство Монтиевые (Montiaceae) порядка Гвоздичноцветные (Caryophyllales) последовательно входящего в клады Суперастериды → Эвдикоты → Цветковые растения. Таксономическая схема в соответствии с Системой APG IV  по состоянию на декабрь 2023 года:
|  |                          |  |                                   |                                   |                     |  | еще 40 семейств |              |              |                                                                |
|  |                          |  |                                   |                                   |                     |  |                 |              |              | 13 подтвержденных видов и 33 вида в статусе "неподтвержденных" |
|  |                          |  |                                   | порядок Гвоздичноцветные          |                     |  |                 |              | род Монтия   |                                                                |
|  |                          |  |                                   | порядок Гвоздичноцветные          |                     |  |                 |              | род Монтия   |                                                                |
|  | клада Цветковые растения |  |                                   |                                   | семейство Монтиевые |  |                 |              |              |                                                                |
|  | клада Цветковые растения |  |                                   |                                   |                     |  |                 |              |              |                                                                |
|  |                          |  | ещё 63 порядка цветковых растений | ещё 63 порядка цветковых растений |                     |  |                 | еще 14 родов | еще 14 родов |                                                                |
|  |                          |  |                                   | ещё 63 порядка цветковых растений |                     |  |                 |              | еще 14 родов |                                                                |

### Виды
- Montia angustifolia Heenan
- Montia australasica (Hook.f.) Pax & K.Hoffm.
- Montia biapiculata Lourteig
- Montia bostockii (A.E.Porsild) S.L.Welsh
- Montia calcicola Standl. & Steyerm.
- Montia calycina Pax & K.Hoffm.
- Montia campylostigma (Heenan) Heenan
- Montia chamissoi (Ledeb. ex Spreng.) Greene
- Montia dichotoma (Nutt.) Howell
- Montia diffusa (Nutt.) Greene
- Montia drucei (Heenan) Heenan
- Montia erythrophylla (Heenan) Heenan
- Montia fontana L. typus — Монтия ключевая
- Montia howellii S.Watson
- Montia linearis (Douglas) Greene
- Montia meridensis Friedrich
- Montia parvifolia (Moc. ex DC.) Greene
- Montia racemosa (Buchanan) Heenan
- Montia sessiliflora (G.Simpson) Heenan
- Montia vassilievii (Kuzen.) McNeill